# Крыжовник 'Берилл'
'Берилл' — сорт крыжовника универсального назначения. В 1998 году включён в Государственный реестр селекционных достижений по Западно-Сибирскому региону.

## История
Начало культуры крыжовника в России относят к 11 веку. В 19 веке старый отечественный сортимент сменяется западноевропейскими сортами. Наибольшие достижения в селекции крыжовника сделаны в 18-19 веках. В начале 20 века в Россию из Ирландии заносится сферотека, и развитие культуры крыжовника на длительное время приостанавливается. В целях выведения устойчивых к сферотеке сортов, сочетающих устойчивость со слабой шиповатостью побегов, селекционеры прибегли к использованию отдаленной гибридизации — скрещиванию крупноплодных европейских сортов крыжовника с американскими видами.
В 1934—1950 годах на Челябинской плодоовощной селекционной станции им. И. В. Мичурина (Южно-Уральский НИИ плодоовощеводства и картофелеводства)
А. П. Губенко проводил сортоизучение ягодных культур, в том числе и крыжовника. Затем начал селекцию крыжовника, в результате чего вывел 2 сорта, одним из которых является 'Челябинский Зелёный'. С 1971 г. его работу продолжил В. С. Ильин и получил сорта: 'Командор', 'Сенатор', 'Арлекин', 'Консул', 'Уральский Изумруд', 'Фантазия', 'Станичный', 'Нарядный', 'Уральский Розовый', 'Берилл', 'Уральский Бесшипный', 'Юбиляр', 'Уральский Самоцвет', 'Десертный', 'Яркий', 'Кооператор'.

## Биологическое описание
Куст средней высоты, среднераскидистый, крона густая. Молодые побеги средней толщины, изогнутые, со свешивающейся верхушкой, окраска коры антоциановая. Шипы, как правило, расположены в нижней части побега, слабые, одиночные, направлены вниз, иногда перпендикулярно и даже вверх по побегу.
Листья крупные, зелёные, слабоморщинистые, пятилопастные, блестящие, опушение отсутствует. Черешок средний по длине и толщине, светло-зелёный, слабоопушённый. Почки продолговато-овальные, средней величины, коричневые, отклонены от побега.
Цветки относительно крупные, бокальчатой формы. Чашелистики отогнуты, раздельные, розовые или бледно-розовые, иногда жёлто-зелёные с розовым налетом, широкие. Соцветие двухцветковое. Цветоножки длинные, тонкие, зелёные, слабоопушённые.
Ягоды крупные (3,9—9,2 г), относительно одномерные, светло-зелёные, округлые, с тонкой кожицей, без опушения. Вкус десертный, кисло-сладкий. Дегустационная оценка — 5 баллов. Чашечка средней величины, открытая или закрытая. Плодоножка тонкая, длинная, зелёная. Химический состав: сумма сахаров — 8,0 %, титруемая кислотность — 2,2 %, аскорбиновая кислота — 17,2 мг/100 г.

## В культуре
Сорт зимостойкий, высокоурожайный, средняя многолетняя урожайность составляет 10,3 т/га, максимальная — 33,3 т/га (3,1-10,0 кг/куст), самоплодный (53,8 %), степень поражения септориозом средняя, устойчив к мучнистой росе, но есть сообщения, что поражается ею.